# Water Power
Water Power è un film pornografico statunitense del 1976 diretto da Shaun Costello, con protagonista Jamie Gillis.
La trama del film è chiaramente ispirata al fatto di cronaca nera inerente alle gesta del cosiddetto "The Illinois Enema Bandit" ("il bandito del clistere dell'Illinois"), Michael H. Kenyon, che costrinse con la violenza alcune studentesse a subire dei clisteri negli anni sessanta e settanta. Il film vede il pornoattore Jamie Gillis nel ruolo di un solitario disagiato sociale, disturbato psichicamente ed emarginato, sulla falsariga del personaggio di Travis Bickle nel film Taxi Driver di Martin Scorsese. 
Per volere della famiglia mafiosa dei Gambino, che si occupò di finanziare il film, la pellicola venne pubblicizzata come diretta da Gerard Damiano (regista dell'acclamato La vera gola profonda) per attirare maggiori spettatori. Anche se quest'ultimo non ebbe nulla a che fare con il film, il suo nome comparve in alcuni manifesti dell'epoca. Il film uscì in Italia nel 1980, con il titolo originale.

## Trama
Burt, un giovane solitario e problematico, ha in mente di diventare il "bandito maniaco dei clisteri", un uomo che vorrebbe ripulire la società dalle "donne corrotte". Il suo personale metodo di fare pulizia sarebbe quello di stuprare delle donne e successivamente costringerle a subire a forza dei clisteri. Una sera, voglioso di mettere in pratica la sua perversione, si reca in un bordello del quartiere per "divertirsi" con una delle prostitute. Ma giunto lì, è testimone della fantasia erotica di un altro cliente vestito da dottore, che si accinge a praticare un clistere su una delle ragazze. Dopo aver assistito alla scena, Burt trova definitivamente il coraggio di intraprendere la carriera criminale, deciso più che mai a ripulire alla sua maniera le donne una per una

## Produzione
Così Shaun Costello, il regista del film, ricorda la genesi del progetto:
(Shaun Costello)